# Patagioenas picazuro
Asa-branca ou pomba-asa-branca (nome científico: Patagioenas picazuro) é uma ave columbídea endêmica da América do Sul, que ocorre no Brasil, do nordeste ao sul, no Paraguai, Uruguai, Bolívia e Argentina. A asa-branca vive em campos, cerrados, bordas de florestas e também em centros urbanos. As partes superiores de suas asas possuem uma faixa branca que é visível durante o voo.

## Taxonomia e etimologia
A espécie foi descrita cientificamente pelo naturalista holandês Coenraad Jacob Temminck em 1813. É conhecida no Brasil principalmente como asa-branca ou pomba-asa-branca, mas há vários outros nomes populares: pomba-carijó, pomba-pedrês, pomba-trocaz, jacaçu, pombão, pomba-trocal ou Pomba-verdadeira.
O nome pomba-asa-branca foi selecionado como nome vernáculo técnico para a espécie pelo Comitê Brasileiro de Registros Ornitológicos (CBRO) em 2021.

## Descrição
As asas-brancas montam seus ninhos, com 5 a 10 cm de diâmetro, nas laterais ou na copada das árvores. Eles são demarcados pelos machos em voos altos. Alimentam-se de grãos e sementes. O macho, que emite um som mais grave, pode medir até 34 cm; a fêmea até 30 cm — o que faz desse o maior columbídeo do Brasil. A fêmea põe de um a dois ovos que são chocados por 19 a 20 dias pelo casal. Algumas características distintivas são o anel avermelhado ao redor dos olhos, o colar incompleto escamoso, a pele cinza e azul no pescoço e as asas cinzas com a listra branca que explica seu nome popular. Com população atualmente em crescimento, seu estado de preservação é considerado como pouco preocupante.

## Subespécies
São reconhecidas duas subespécies:
- Patagioenas picazuro picazuro (Temminck, 1813) - ocorre no leste do Brasil, desde Pernambuco até a Bolívia e região sul e central da Argentina;
- Patagioenas picazuro marginalis (Naumburg, 1932) - ocorre no nordeste do Brasil (Piauí, Bahia e Goiás). Esta subespécie é menor, tem mais partes pálidas na porção superior, especialmente na região do uropígio e das penas supracaudais. A borda branca das asas é mais larga e a parte inferior da ave é mais rosada do que na subespécie nominal.